# Vem som helst kan bli frälst
Vem som helst kan bli frälst är en kristen sång med text från 1876 och musik från 1877 av folkskolläraren och predikanten Nils Frykman.

## Publicerad i
- Nya Pilgrimssånger 1892 som nr 168 med inledningen "Ho som helst kan bli frälst" under rubriken "Frälsningen. Evangelii inbjudning".
- Musik till Frälsningsarméns sångbok 1907 som nr 281.
- Frälsningsarméns sångbok 1929 som nr 31 under rubriken "Frälsningssånger - Frälsningen i Kristus".
- Sionstoner 1935 som nr 317 under rubriken "Nådens ordning: Väckelse och omvändelse".
- Guds lov 1935 som nr 123  under rubriken "Väckelse och inbjudan".
- Segertoner 1960 som nr 21.
- Kristus vandrar bland oss än 1965 som nr 6.
- Frälsningsarméns sångbok 1968 som nr 110 under rubriken "Frälsning".
- EFS-tillägget 1986 som nr 758 under rubriken "Kallelse".
- Psalmer och Sånger 1987 som nr 598 under rubriken "Att leva av tro - Omvändelse".[2]
- Lova Herren 1988 som nr 370 under rubriken "Frälsningens mottagande genom tron".
- Segertoner 1988 som nr 516  under rubriken "Att leva av tro - Omvändelse".[1]
- Frälsningsarméns sångbok 1990 som nr 376 under rubriken "Frälsning".
- Sångboken 1998 som nr 138.